# Jodocijanopindolol
Jodocianopindolol je lek koji je srodan sa pindololom, i koji deluje kao antagonist β1 adrenoreceptor i  receptora. Njegov 125I radio-obleženi derivat je u širokoj upotrebi za mapiranje distribucije beta adrenoreceptora u telu.